# Професійно-технічне училище

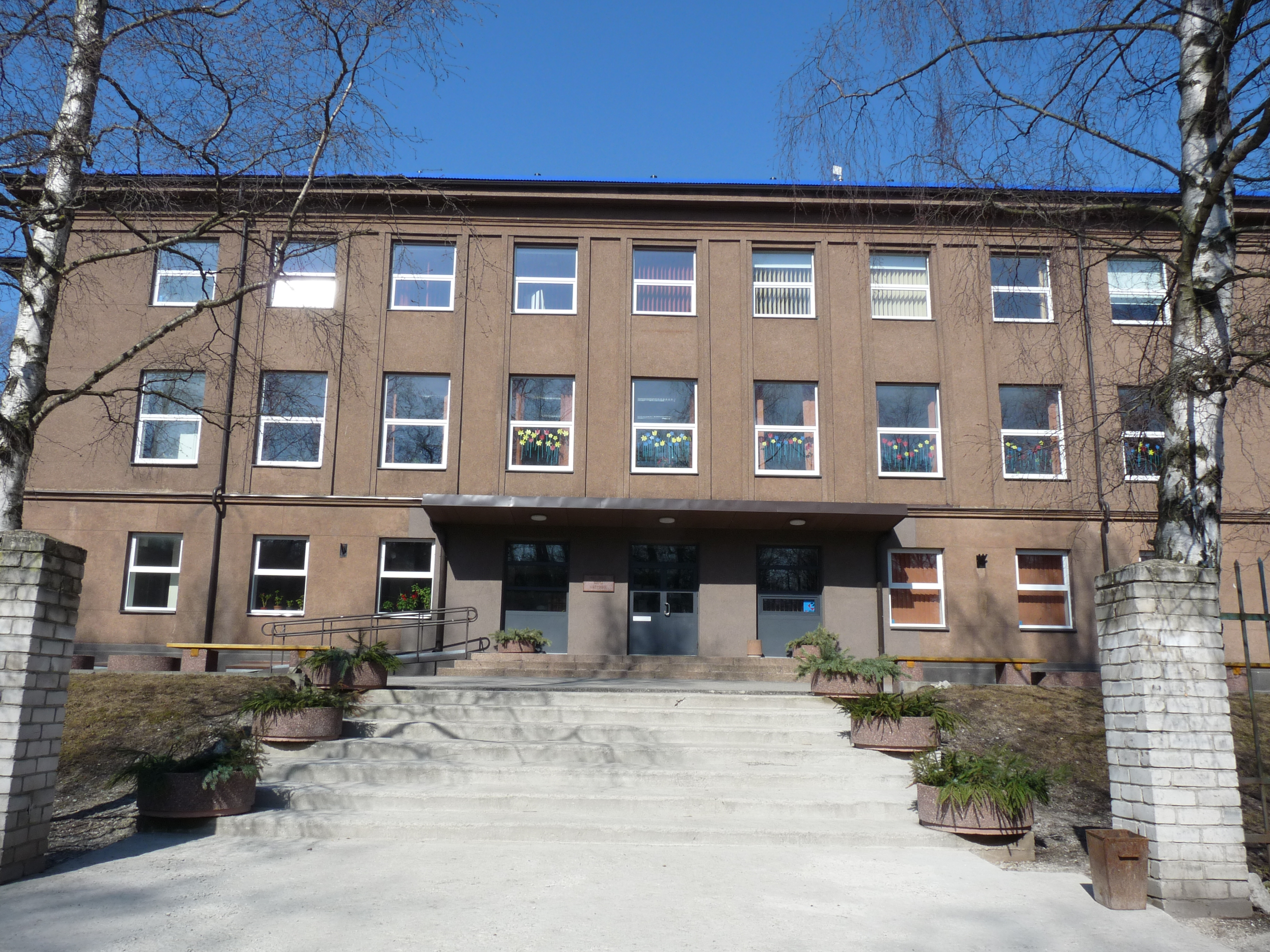
Збережене з часу СРСР професійно-технічне училище у столиці Естонії

Професійно-технічне училище, ПТУ (англ. vocational schools, фр. école professionnelle supérieure, ісп. escuela profesional) (розмовна назва — шнеція, бурса, повна назва — середнє (міське) професійно-технічне училище — С(М)ПТУ) — освітня установа для підготовки робітничих кадрів на базі середньої школи (після дев'ятого, за часів СРСР — восьмого класу).

## Історія
У 1958/59 навчальному році в системі ПТУ навчались 165,5 тис. учнів.
Хоча ПТУ досі збереглись в Україні, переважна більшість з них за часи незалежності були перейменовані в такі навчальні заклади:
- ПЛ — професійний ліцей
- ВПУ — вище професійне училище
- ЦПТО — центр професійно-технічної освіти
- СПТУ — сільське професійно-технічне училище